# Silosca mariae
Silosca mariae är en fjärilsart som beskrevs av László Anthony Gozmány. Silosca mariae ingår i släktet Silosca och familjen äkta malar. Inga underarter finns listade i Catalogue of Life.